# Gérard Rué
Gérard Rué, né le 7 juillet 1965 à Romillé (Ille-et-Vilaine), est un coureur cycliste français, professionnel de 1987 à 1997.

## Biographie
Gérard Rué commence sa carrière professionnelle en 1987 dans l'équipe Système U de Cyrille Guimard et est l'équipier de Laurent Fignon. Il participe à son premier Tour de France lors de l'édition 1989 où Fignon est battu au classement général par Greg LeMond par 8 secondes à l'issue du contre-la-montre final. Lors du Tour de France 1990, l'abandon de Fignon au cours de la cinquième étape amène Rué à devenir leader de substitution. La pression que cela lui entraîne ainsi que les conséquences d'une chute causent son abandon lors de la dixième étape. Il termine dans le top 10 du classement général du Tour de France en 1991 sous les couleurs d'Helvetia-La Suisse.
En 1992, de retour au sein de Castorama, il est en avril deuxième de la Flèche wallonne derrière Giorgio Furlan. Le 28 juin, il est échappé et capable de remporter le championnat de France sur route. Son coéquipier Luc Leblanc attaque de l'arrière et remporte finalement l'épreuve. Rué dénonce une « trahison » et une inimitié durable se crée entre les deux hommes, inimitié qui se manifeste lors du Tour de France 1992 où Rué est quinzième et qui perdure au-delà de leurs carrières respectives.
Approché par l'équipe espagnole Banesto à l'été 1992 sur les conseils de Miguel Indurain selon Rué, il choisit de se mettre au service d'un coureur pouvant remporter la Grande Boucle plutôt que d'ambitionner d'y atteindre un top 10 à titre personnel,. Lors de sa première saison, il est deuxième de la Flèche wallonne derrière Maurizio Fondriest. Il participe aux Tours de France entre 1993 et 1995 que remporte Indurain.
Membre de l'équipe Gan durant ses deux dernières saisons, il a pour leader Chris Boardman dont il estime qu'il n'a pas l'envergure de ses leaders passés Fignon et Indurain. Il participe une dernière fois au Tour de France en 1997 et en est exclu au terme de la quatorzième étape par les commissaires de course pour « appui prolongé » sur une moto.
Il est en 2021 dirigeant de cinq magasins Intersport en Loire-Atlantique et de Speed L'M, une entreprise de vêtements de sports du Morbihan.

## Palmarès

### Palmarès amateur
- 1983
  - Flèche Plédranaise
- 1986
  -  Champion de France du contre-la-montre par équipes amateurs (avec Jean-Luc Moreul, Jean-Louis Conan et Éric Heulot)
  - Circuit des Trois Provinces
  - 2e du championnat de France sur route amateurs

### Palmarès professionnel
- 1987
  - Prologue du Tour de la Communauté européenne (contre-la-montre par équipes)
  - Duo normand (avec Thierry Marie)
  - 2e du championnat de France de la course aux points
  - 2e du Grand Prix d'Isbergues
- 1988
  - 6e étape du Grand Prix du Midi libre
  - 2e du Grand Prix de Plumelec
  - 2e du Tour de la Communauté européenne
- 1989
  - Tour du Haut-Var
  - 5e étape de Paris-Nice
  - 6ea étape du Critérium du Dauphiné libéré
  - 2e étape du Tour de France (contre-la-montre par équipes)
  - 2e du Grand Prix du Midi libre
  - 2e du Grand Prix de la Libération (avec Système U)
  - 5e de Paris-Nice
  - 8e de Milan-San Remo
- 1990
  - Classement général du Tour méditerranéen
  - Grand Prix de Cannes
  - Classement général du Grand Prix du Midi libre
- 1991
  - 5e étape de Tirreno-Adriatico
  - 2e du Critérium international
  - 3e du Trofeo Laigueglia
  - 3e du championnat de France sur route
  - 3e des Trois vallées varésines
  - 6e de Milan-San Remo
  - 10e du Tour de France
- 1992
  - 5e étape du Tour des Pays-Bas
  - Tour du Haut-Var
  - 2e de la Flèche wallonne
  - 2e du Tour des Pouilles
  - 6e de Liège-Bastogne-Liège
- 1993
  - 1re étape du Tour des vallées minières
  - 2e de la Flèche wallonne
  - 8e du championnat du monde sur route
- 1994
  - 8e de l'Amstel Gold Race
- 1995
  - 2e de la Classique des Alpes
- 1996
  - 3e de Paris-Bourges

### Résultats sur les grands tours

#### Tour de France
8 participations
- 1989 : 35e, vainqueur de la 2e étape (contre-la-montre par équipes)
- 1990 : abandon (10e étape)
- 1991 : 10e
- 1992 : 15e
- 1993 : 46e
- 1994 : 56e
- 1995 : 41e
- 1997 : exclu (14e étape)

#### Tour d'Italie
4 participations
- 1990 : 59e
- 1992 : 30e
- 1993 : 31e
- 1994 : 34e

#### Tour d'Espagne
2 participations
- 1987 : hors délais (7e étape)
- 1997 : 88e